# Марянув (гміна Александрув)
Марянув (пол. Marianów) — село в Польщі, у гміні Александрув Пйотрковського повіту Лодзинського воєводства.
Населення — 114 осіб (2011).
У 1975-1998 роках село належало до Пйотрковського воєводства.

## Демографія
Демографічна структура станом на 31 березня 2011 року:
|          | Загалом | Допрацездатний вік | Працездатний вік | Постпрацездатний вік |
| -------- | ------- | ------------------ | ---------------- | -------------------- |
| Чоловіки | 52      | 6                  | 39               | 7                    |
| Жінки    | 62      | 12                 | 30               | 20                   |
| Разом    | 114     | 18                 | 69               | 27                   |